# Toccata och fuga d-moll

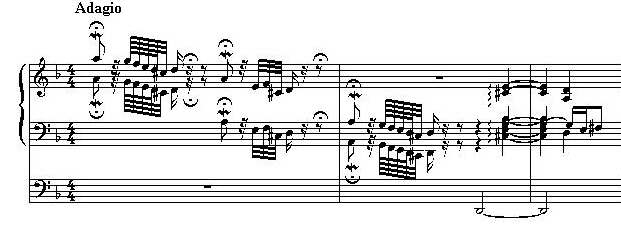
Toccatans första takter.

Toccata och fuga d-moll (BWV 565) är ett orgelverk av Johann Sebastian Bach skrivet mellan 1703 och 1707. Det är ett av Bachs mest kända verk. Det består av två satser: en toccata och en fuga. Stycket används ofta i skräcksammanhang.